# Slak (las)
Slak is bros, glasachtig materiaal dat vrij kan komen bij het lassen.
Slak kan uit verschillend materiaal bestaan en verschillende oorsprong hebben. Soms is het ongewenst maar soms ook wordt bij het lassen opzettelijk gebruikgemaakt van de aanwezigheid van slak.
De term moet niet verward worden met de hoogovenslak die vrijkomt bij de productie van metalen.

## Oorsprong

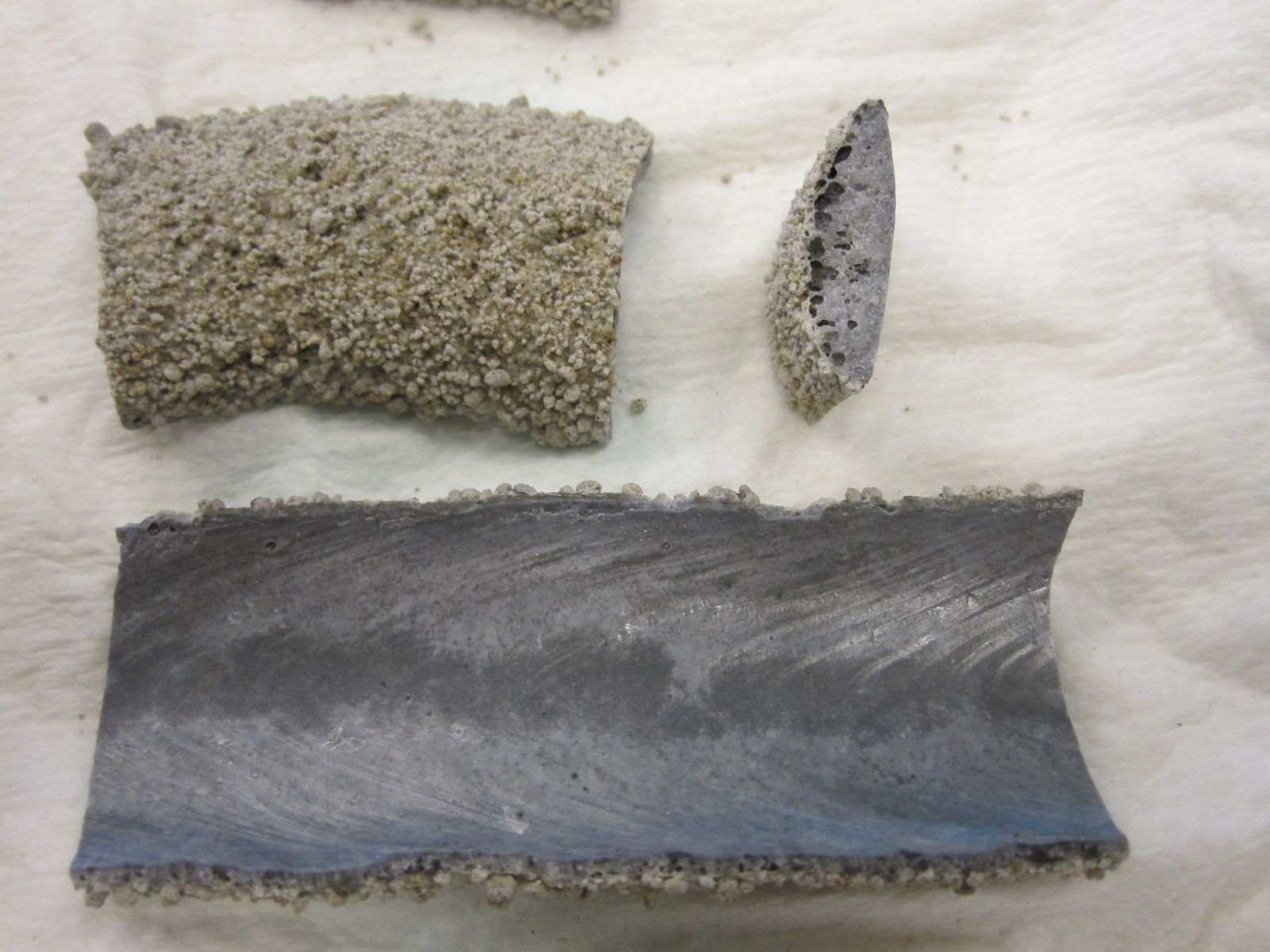
Slakresten die vrijgekomen zijn bij OP-lassen

Slak ontstaat vooral als restproduct bij lasprocessen waarbij laspoeder of elektroden met een bekleding (mantel) worden gebruikt. Het gebruikte toevoegmateriaal smelt door de hitte van het lassen en vormt een laag die op het smeltbad gaat drijven. Na afkoeling is de slak zichtbaar als een brosse, soms glasachtige laag.
Voorbeelden van dergelijke lasprocessen waarbij opzettelijk slak wordt geproduceerd: OP-lassen, lassen met beklede elektrode, lassen met gevulde draad, elektroslaklassen en exothermisch lassen.
Bij lasprocessen waarbij geen poeder of bekleding wordt gebruikt maar een beschermgas of vacuüm, is de kans op ontstaan van slak veel kleiner. Toch is het zeker wel mogelijk. Met name bij MIG/MAG lassen ontstaat nogal eens slak. In dat geval ontstaat de slak niet uit opzettelijk toegevoegd materiaal, maar uit verontreinigingen die op de aaneengelaste werkstukken aanwezig waren, zoals een oxidelaag en vervuiling. Slak kan ook ontstaan door verbranding van het lasmateriaal zelf, doordat er onvoldoende bescherming is.
Bij sommige andere lasprocessen komt slak om uiteenlopende redenen niet of nauwelijks voor, of vormt deze althans geen rol van belang.

## Functie
Bij die lasprocessen waarbij opzettelijk slak wordt geproduceerd, is de belangrijkste functie van de slak de bescherming van het smeltbad tegen ongewenste invloeden van buitenaf, met name verbranding maar ook inwerking van stikstof uit de lucht. Deze bescherming is er niet alleen tijdens het lassen maar ook tijdens het afkoelen. De slaklaag heeft bovendien een isolerende werking en vertraagt de afkoeling.
De keuze van het slakvormende toevoegmateriaal kan ook een effect hebben op de las zelf. De oppervlaktespanning kan bijvoorbeeld verlaagd worden (door zure of rutiele toevoegmaterialen), waardoor de las mooi vloeit en glad wordt. Ook kan slak een ondersteunende functie hebben bij verticaal of bovenhands lassen, om te voorkomen dat het smeltbad omlaag stroomt voordat het gestold is (door basische toevoegmaterialen).

## Ongewenste effecten
Slak heeft ook ongewenste kanten:
- Nadat de slak zijn beschermende werk heeft gedaan, blijft hij achter op de las en is daar meestal niet gewenst. Hij moet dan mechanisch verwijderd worden, bijvoorbeeld door hem weg te bikken. Dit is een kostbare en bewerkelijke handeling en de belangrijkste reden waarom vaak de voorkeur wordt gegeven aan lasprocessen waarbij geen slak wordt gevormd.
- Slak is doorgaans lichter dan het gesmolten materiaal dat gelast wordt en blijft dan op het smeltbad drijven. Het kan desondanks gebeuren dat slak ingesloten raakt in de las (Zie 'lasfouten') en de kwaliteit van de las ondermijnt. Soms zijn slakinsluitsels zichtbaar - vaak als een soort 'spoor' aan weerszijden van een las - maar soms ook worden ze volledig omhuld door metaal en kunnen dan gevonden worden door het maken van röntgenfoto's of  met ultrageluid (echografie). Onopgemerkte lasfouten kunnen een lasverbinding verzwakken en de constructie doen bezwijken.